# Håndbold under sommer-OL 2024 (kvinder)
Damernes håndbold turnering under sommer-OL 2024 blev afviklet i Paris i Frankrig, 25. juli - 10. august 2024. De indledende kampe blev spillet i Paris Expo Porte de Versailles, der under OL hed Paris Sud Arena 6. De efterfølgende slutspilskampe blev spillet i  Stade Pierre-Mauroy i Lille. Der deltog tolv hold i turneringen.

## Medaljefordeling
| Medaljetagere | Medaljetagere | Medaljetagere | Medaljetagere |
| --- | ------------- | --- | ------------- |
| Guld | Sølv          | Bronze |               |
| Norge Veronica Kristiansen · Maren Nyland Aardahl · Stine Skogrand · Nora Mørk · Stine Bredal Oftedal · Silje Solberg-Østhassel · Kari Brattset Dale · Kristine Breistøl · Vilde Ingstad · Katrine Lunde · Marit Røsberg Jacobsen · Camilla Herrem · Sanna Solberg-Isaksen · Henny Reistad · Thale Rushfeldt Deila | Frankrig      | Danmark · Sandra Toft · Sarah Iversen · Helena Elver · Anne Mette Hansen · Kathrine Heindahl · Line Haugsted · Althea Reinhardt · Mette Tranborg · Kristina Jørgensen · Trine Østergaard · Louise Burgaard · Mie Højlund · Emma Friis · Rikke Iversen · Michala Møller |               |

## Gruppespil
Holdene var delt op i 2 grupper med 6 hold i hver, hvor de mødte hver modstander én gang. Holdene fik 2 point for en sejr og 1 point ved en uafgjort kamp. De 4 øverst placerede hold gik videre til kvartfinalerne.

### Gruppe A
| Pos | Hold      | K | V | U | T | M+  | M-  | MF  | P | Kvalifikation |
| --- | --------- | - | - | - | - | --- | --- | --- | - | ------------- |
| 1   | Norge     | 5 | 4 | 0 | 1 | 140 | 110 | +30 | 8 | Kvartfinaler  |
| 2   | Sverige   | 5 | 4 | 0 | 1 | 140 | 125 | +15 | 8 | Kvartfinaler  |
| 3   | Danmark   | 5 | 4 | 0 | 1 | 126 | 116 | +10 | 8 | Kvartfinaler  |
| 4   | Tyskland  | 5 | 1 | 0 | 4 | 136 | 134 | +2  | 2 | Kvartfinaler  |
| 5   | Sydkorea  | 5 | 1 | 0 | 4 | 107 | 133 | −26 | 2 |               |
| 6   | Slovenien | 5 | 1 | 0 | 4 | 116 | 147 | −31 | 2 |               |

| 25. juli 2024 Klokken 09:00 | Slovenien       | 19-27   | Danmark      | Paris Sud Arena 6, Paris Dommere: Arthur Brunner, Morad Salah (SUI) |
| 25. juli 2024 Klokken 09:00 | Stanko 5 Gros 5 | (11-14) | Østergaard 5 | Paris Sud Arena 6, Paris Dommere: Arthur Brunner, Morad Salah (SUI) |
| 25. juli 2024 Klokken 09:00 | 6× 1×           | Rapport | 5× 1×        | Paris Sud Arena 6, Paris Dommere: Arthur Brunner, Morad Salah (SUI) |

| 25. juli 2024 Klokken 16:00 | Tyskland    | 22-23   | Sydkorea | Paris Sud Arena 6, Paris Dommere: Youcef Belkhiri, Sidali Hamidi (ALG) |
| 25. juli 2024 Klokken 16:00 | Grijseels 4 | (10-11) | Ryu 6    | Paris Sud Arena 6, Paris Dommere: Youcef Belkhiri, Sidali Hamidi (ALG) |
| 25. juli 2024 Klokken 16:00 | 2× 1×       | Rapport | 2×       | Paris Sud Arena 6, Paris Dommere: Youcef Belkhiri, Sidali Hamidi (ALG) |

| 25. juli 2024 Klokken 21:00 | Norge            | 28-32   | Sverige  | Paris Sud Arena 6, Paris Dommere: Andreu Marin Lorente, Ignacio Garcia (ESP) |
| 25. juli 2024 Klokken 21:00 | Mørk 8 Oftedal 8 | (17-15) | Hagman 8 | Paris Sud Arena 6, Paris Dommere: Andreu Marin Lorente, Ignacio Garcia (ESP) |
| 25. juli 2024 Klokken 21:00 | 3× 1×            | Rapport | 5× 1×    | Paris Sud Arena 6, Paris Dommere: Andreu Marin Lorente, Ignacio Garcia (ESP) |

| 28. juli 2024 Klokken 11:00 | Sydkorea | 23-30   | Slovenien | Paris Sud Arena 6, Paris Dommere: Adam Biro, Oliver Kiss (HUN) |
| 28. juli 2024 Klokken 11:00 | Woo 7    | (12-14) | Mavsar 7  | Paris Sud Arena 6, Paris Dommere: Adam Biro, Oliver Kiss (HUN) |
| 28. juli 2024 Klokken 11:00 | 2× 1×    | Rapport | 1×        | Paris Sud Arena 6, Paris Dommere: Adam Biro, Oliver Kiss (HUN) |

| 28. juli 2024 Klokken 14:00 | Sverige   | 31-28   | Tyskland                        | Paris Sud Arena 6, Paris Dommere: Ivan Pavicevic, Milos Raznatovic (MNE) |
| 28. juli 2024 Klokken 14:00 | Carlson 7 | (19-12) | Grijseels 5 Maidhof 5 Behrend 5 | Paris Sud Arena 6, Paris Dommere: Ivan Pavicevic, Milos Raznatovic (MNE) |
| 28. juli 2024 Klokken 14:00 | 4×        | Rapport | 3×                              | Paris Sud Arena 6, Paris Dommere: Ivan Pavicevic, Milos Raznatovic (MNE) |

| 28. juli 2024 Klokken 16:00 | Danmark      | 18-27   | Norge                         | Paris Sud Arena 6, Paris Dommere: Charlotte Bonaventura, Julie Bonaventura (FRA) |
| 28. juli 2024 Klokken 16:00 | Østergaard 5 | (8-14)  | Kristiansen 6 Brattset Dale 6 | Paris Sud Arena 6, Paris Dommere: Charlotte Bonaventura, Julie Bonaventura (FRA) |
| 28. juli 2024 Klokken 16:00 | 3×           | Rapport | 1×                            | Paris Sud Arena 6, Paris Dommere: Charlotte Bonaventura, Julie Bonaventura (FRA) |

| 30. juli 2024 Klokken 09:00 | Tyskland       | 41-22   | Slovenien | Paris Sud Arena 6, Paris Dommere: Mariana Garcia, Maria Ines Paolantoni (ARG) |
| 30. juli 2024 Klokken 09:00 | Smits 7 Lott 7 | (16-9)  | Gros 6    | Paris Sud Arena 6, Paris Dommere: Mariana Garcia, Maria Ines Paolantoni (ARG) |
| 30. juli 2024 Klokken 09:00 | 4×             | Rapport | 4× 1×     | Paris Sud Arena 6, Paris Dommere: Mariana Garcia, Maria Ines Paolantoni (ARG) |

| 30. juli 2024 Klokken 11:00 | Norge      | 26-20   | Sydkorea | Paris Sud Arena 6, Paris Dommere: Arthur Brunner, Morad Salah (SUI) |
| 30. juli 2024 Klokken 11:00 | Skogrand 5 | Rapport | Ryu 6    | Paris Sud Arena 6, Paris Dommere: Arthur Brunner, Morad Salah (SUI) |
| 30. juli 2024 Klokken 11:00 | 2× 1×      |         | 1×       | Paris Sud Arena 6, Paris Dommere: Arthur Brunner, Morad Salah (SUI) |

| 30. juli 2024 Klokken 21:00 | Sverige  | 23-25   | Danmark                                     | Paris Sud Arena 6, Paris Dommere: Amar Konjicanin, Dino Konjicanin (BIH) |
| 30. juli 2024 Klokken 21:00 | Hagman 6 | (14-14) | Aaberg Iversen 4 Hansen 4 Friis 4 Iversen 4 | Paris Sud Arena 6, Paris Dommere: Amar Konjicanin, Dino Konjicanin (BIH) |
| 30. juli 2024 Klokken 21:00 | 4×       | Rapport | 3× 1×                                       | Paris Sud Arena 6, Paris Dommere: Amar Konjicanin, Dino Konjicanin (BIH) |

| 1. august 2024 Klokken 11:00 | Sydkorea | 21-27   | Sverige     | Paris Sud Arena 6, Paris Dommere: Mariana Garcia, Maria Ines Paolantoni (ARG) |
| 1. august 2024 Klokken 11:00 | Kang 5   | (11-16) | Lindqvist 5 | Paris Sud Arena 6, Paris Dommere: Mariana Garcia, Maria Ines Paolantoni (ARG) |
| 1. august 2024 Klokken 11:00 | 2×       | Rapport |             | Paris Sud Arena 6, Paris Dommere: Mariana Garcia, Maria Ines Paolantoni (ARG) |

| 1. august 2024 Klokken 19:00 | Tyskland  | 27-28   | Danmark   | Paris Sud Arena 6, Paris Dommere: Adam Biro, Oliver Kiss (HUN) |
| 1. august 2024 Klokken 19:00 | Behrend 6 | (12-15) | Højlund 7 | Paris Sud Arena 6, Paris Dommere: Adam Biro, Oliver Kiss (HUN) |
| 1. august 2024 Klokken 19:00 | 3×        | Rapport | 4×        | Paris Sud Arena 6, Paris Dommere: Adam Biro, Oliver Kiss (HUN) |

| 1. august 2024 Klokken 21:00 | Slovenien       | 22-29   | Norge                                       | Paris Sud Arena 6, Paris Dommere: Youcef Belkhiri, Sidali Hamidi (ALG) |
| 1. august 2024 Klokken 21:00 | Gros 5 Mavsar 5 | (10-15) | Brattset Dale 4 Ingstad 4 Rushfeldt Deila 4 | Paris Sud Arena 6, Paris Dommere: Youcef Belkhiri, Sidali Hamidi (ALG) |
| 1. august 2024 Klokken 21:00 | 4× 1×           | Rapport | 2× 1×                                       | Paris Sud Arena 6, Paris Dommere: Youcef Belkhiri, Sidali Hamidi (ALG) |

| 3. august 2024 Klokken 16:00 | Slovenien  | 23-27   | Sverige  | Paris Sud Arena 6, Paris Dommere: Arthur Brunner, Morad Salah (SUI) |
| 3. august 2024 Klokken 16:00 | Omoregie 9 | (14-11) | Hagman 5 | Paris Sud Arena 6, Paris Dommere: Arthur Brunner, Morad Salah (SUI) |
| 3. august 2024 Klokken 16:00 | 2×         | Rapport | 1×       | Paris Sud Arena 6, Paris Dommere: Arthur Brunner, Morad Salah (SUI) |

| 3. august 2024 Klokken 19:00 | Norge     | 30-18   | Tyskland                   | Paris Sud Arena 6, Paris Dommere: Amar Konjicanin, Dino Konjicanin (BIH) |
| 3. august 2024 Klokken 19:00 | Reistad 8 | (14-8)  | Boelk 3 Doell 3 Leuchter 3 | Paris Sud Arena 6, Paris Dommere: Amar Konjicanin, Dino Konjicanin (BIH) |
| 3. august 2024 Klokken 19:00 | 3×        | Rapport | 2×                         | Paris Sud Arena 6, Paris Dommere: Amar Konjicanin, Dino Konjicanin (BIH) |

| 3. august 2024 Klokken 21:00 | Danmark              | 28-20   | Sydkorea | Paris Sud Arena 6, Paris Dommere: Ignacio Garcia, Andreu Marin Lorente (ESP) |
| 3. august 2024 Klokken 21:00 | Hansen 6 Jørgensen 6 | (12-8)  | Woo 5    | Paris Sud Arena 6, Paris Dommere: Ignacio Garcia, Andreu Marin Lorente (ESP) |
| 3. august 2024 Klokken 21:00 | 4× 1×                | Rapport |          | Paris Sud Arena 6, Paris Dommere: Ignacio Garcia, Andreu Marin Lorente (ESP) |

### Gruppe B
| Pos | Hold      | K | V | U | T | M+  | M-  | MF  | P  | Kvalifikation |
| --- | --------- | - | - | - | - | --- | --- | --- | -- | ------------- |
| 1   | Frankrig  | 5 | 5 | 0 | 0 | 159 | 124 | +35 | 10 | Kvartfinaler  |
| 2   | Holland   | 5 | 4 | 0 | 1 | 152 | 137 | +15 | 8  | Kvartfinaler  |
| 3   | Ungarn    | 5 | 2 | 1 | 2 | 137 | 140 | −3  | 5  | Kvartfinaler  |
| 4   | Brasilien | 5 | 2 | 0 | 3 | 127 | 119 | +8  | 4  | Kvartfinaler  |
| 5   | Angola    | 5 | 1 | 1 | 3 | 131 | 154 | −23 | 3  |               |
| 6   | Spanien   | 5 | 0 | 0 | 5 | 111 | 143 | −32 | 0  |               |

| 25. juli 2024 11:00 | Holland              | 34–31   | Angola             | Paris Sud Arena 6, Paris Dommere: Maike Merz, Tanja Kuttler (GER) |
| 25. juli 2024 11:00 | Polman 8 Malestein 8 | (19-18) | Nenganga 6 Paulo 6 | Paris Sud Arena 6, Paris Dommere: Maike Merz, Tanja Kuttler (GER) |
| 25. juli 2024 11:00 | 1×                   | Rapport | 3×                 | Paris Sud Arena 6, Paris Dommere: Maike Merz, Tanja Kuttler (GER) |

| 25. juli 2024 14:00 | Spanien | 18-29   | Brasilien  | Paris Sud Arena 6, Paris Dommere: Mirza Kurtagic, Mattias Wetterwik (SWE) |
| 25. juli 2024 14:00 | Lopez 5 | (10-15) | de Paula 6 | Paris Sud Arena 6, Paris Dommere: Mirza Kurtagic, Mattias Wetterwik (SWE) |
| 25. juli 2024 14:00 | 5×      | Rapport | 5×         | Paris Sud Arena 6, Paris Dommere: Mirza Kurtagic, Mattias Wetterwik (SWE) |

| 25. juli 2024 19:00 | Ungarn    | 28-31   | Frankrig    | Paris Sud Arena 6, Paris Dommere: Mariana Garcia, Maria Ines Paolantoni (ARG) |
| 25. juli 2024 19:00 | Kuczora 7 | (12-15) | Nze Minko 6 | Paris Sud Arena 6, Paris Dommere: Mariana Garcia, Maria Ines Paolantoni (ARG) |
| 25. juli 2024 19:00 | 1×        | Rapport | 2× 1×       | Paris Sud Arena 6, Paris Dommere: Mariana Garcia, Maria Ines Paolantoni (ARG) |

| 28. juli 2024 09:00 | Brasilien                      | 24-25   | Ungarn  | Paris Sud Arena 6, Paris Dommere: Lars Jorum, Havard Kleven (NOR) |
| 28. juli 2024 09:00 | Paula 4 Fernandes 4 Quintino 4 | (15-12) | Simon 5 | Paris Sud Arena 6, Paris Dommere: Lars Jorum, Havard Kleven (NOR) |
| 28. juli 2024 09:00 | 2× 1×                          | Rapport | 3×      | Paris Sud Arena 6, Paris Dommere: Lars Jorum, Havard Kleven (NOR) |

| 28. juli 2024 19:00 | Angola     | 26-21   | Spanien  | Paris Sud Arena 6, Paris Dommere: Amar Konjicanin, Dino Konjicanin (BIH) |
| 28. juli 2024 19:00 | Nenganga 7 | (14-15) | Campos 6 | Paris Sud Arena 6, Paris Dommere: Amar Konjicanin, Dino Konjicanin (BIH) |
| 28. juli 2024 19:00 | 4× 1×      | Rapport | 3× 1×    | Paris Sud Arena 6, Paris Dommere: Amar Konjicanin, Dino Konjicanin (BIH) |

| 28. juli 2024 21:00 | Frankrig     | 32-28   | Holland     | Paris Sud Arena 6, Paris Dommere: Bojan Lah, David Sok (SLO) |
| 28. juli 2024 21:00 | Valentini 10 | (17-14) | Malestein 7 | Paris Sud Arena 6, Paris Dommere: Bojan Lah, David Sok (SLO) |
| 28. juli 2024 21:00 | 2×           | Rapport | 2×          | Paris Sud Arena 6, Paris Dommere: Bojan Lah, David Sok (SLO) |

| 30. juli 2024 14:00 | Holland        | 229-24  | Spanien | Paris Sud Arena 6, Paris Dommere: Mads Hansen, Jesper Madsen (DEN) |
| 30. juli 2024 14:00 | van Wetering 5 | (14-12) | Arcos 6 | Paris Sud Arena 6, Paris Dommere: Mads Hansen, Jesper Madsen (DEN) |
| 30. juli 2024 14:00 | 1×             | Rapport | 2× 1×   | Paris Sud Arena 6, Paris Dommere: Mads Hansen, Jesper Madsen (DEN) |

| 30. juli 2024 16:00 | Ungarn    | 31-31   | Angola    | Paris Sud Arena 6, Paris Dommere: Mirza Kurtagic, Mattias Wetterwik (SWE) |
| 30. juli 2024 16:00 | Klujber 9 | (15-16) | Kassoma 9 | Paris Sud Arena 6, Paris Dommere: Mirza Kurtagic, Mattias Wetterwik (SWE) |
| 30. juli 2024 16:00 | 2× 1×     | Rapport | 2×        | Paris Sud Arena 6, Paris Dommere: Mirza Kurtagic, Mattias Wetterwik (SWE) |

| 30. juli 2024 19:00 | Frankrig | 26-20   | Brasilien | Paris Sud Arena 6, Paris Dommere: Tanja Kuttler, Maike Merz (GER) |
| 30. juli 2024 19:00 | Foppa 7  | (14-11) | Paula 7   | Paris Sud Arena 6, Paris Dommere: Tanja Kuttler, Maike Merz (GER) |
| 30. juli 2024 19:00 | 2×       | Rapport | 3×        | Paris Sud Arena 6, Paris Dommere: Tanja Kuttler, Maike Merz (GER) |

| 1. august 2024 09:00 | Holland        | 31-24   | Brasilien | Paris Sud Arena 6, Paris Dommere: Amar Konjicanin, Dino Konjicanin (BIH) |
| 1. august 2024 09:00 | van Wetering 6 | (17-13) | Bitolo 7  | Paris Sud Arena 6, Paris Dommere: Amar Konjicanin, Dino Konjicanin (BIH) |
| 1. august 2024 09:00 | 1×             | Rapport | 3× 1×     | Paris Sud Arena 6, Paris Dommere: Amar Konjicanin, Dino Konjicanin (BIH) |

| 1. august 2024 14:00 | Spanien  | 24-27   | Ungarn    | Paris Sud Arena 6, Paris Dommere: Tanja Kutler, Maike Merz (GER) |
| 1. august 2024 14:00 | Cabral 6 | (12-14) | Klujber 6 | Paris Sud Arena 6, Paris Dommere: Tanja Kutler, Maike Merz (GER) |
| 1. august 2024 14:00 | 2× 1×    | Rapport | 3×        | Paris Sud Arena 6, Paris Dommere: Tanja Kutler, Maike Merz (GER) |

| 1. august 2024 16:00 | Angola                        | 24-38   | Frankrig | Paris Sud Arena 6, Paris Dommere: Lars Jorum, Havard Kleven (NOR) |
| 1. august 2024 16:00 | Nenganga 5 Pascoal 5 Carlos 5 | (14-18) | Kanor 7  | Paris Sud Arena 6, Paris Dommere: Lars Jorum, Havard Kleven (NOR) |
| 1. august 2024 16:00 | 2× 1×                         | Rapport | 1×       | Paris Sud Arena 6, Paris Dommere: Lars Jorum, Havard Kleven (NOR) |

| 3. august 2024 09:00 | Ungarn                   | 26-30   | Holland   | Paris Sud Arena 6, Paris Dommere: Charlotte Bonaventura, Julie Bonaventura (FRA) |
| 3. august 2024 09:00 | Klujber 5 Gyori-Lukacs 5 | (16-19) | Abbingh 7 | Paris Sud Arena 6, Paris Dommere: Charlotte Bonaventura, Julie Bonaventura (FRA) |
| 3. august 2024 09:00 | 4× 1×                    | Rapport | 3×        | Paris Sud Arena 6, Paris Dommere: Charlotte Bonaventura, Julie Bonaventura (FRA) |

| 3. august 2024 11:00 | Spanien  | 24-32   | Frankrig   | Paris Sud Arena 6, Paris Dommere: Maike Merz, Tanja Kuttler (GER) |
| 3. august 2024 11:00 | Cabral 5 | (9-17)  | Toublanc 6 | Paris Sud Arena 6, Paris Dommere: Maike Merz, Tanja Kuttler (GER) |
| 3. august 2024 11:00 | 4× 1×    | Rapport | 1×         | Paris Sud Arena 6, Paris Dommere: Maike Merz, Tanja Kuttler (GER) |

| 3. august 2024 14:00 | Brasilien | 30-19   | Angola    | Paris Sud Arena 6, Paris Dommere: Bojan Lah, David Sok (SLO) |
| 3. august 2024 14:00 | Bitolo 7  | (14-6)  | Pascoal 4 | Paris Sud Arena 6, Paris Dommere: Bojan Lah, David Sok (SLO) |
| 3. august 2024 14:00 | 2× 1×     | Rapport | 1× 2×     | Paris Sud Arena 6, Paris Dommere: Bojan Lah, David Sok (SLO) |

## Slutspillet

### Oversigt
|  | Kvartfinalerne | Kvartfinalerne |            |    | Semifinalerne | Semifinalerne |  |  | Finale | Finale |
|  |                |                |            |    |               |               |  |  |        |        |
|  | 6. august      |                |            |    |               |               |  |  |        |        |
|  |                |                |            |    |               |               |  |  |        |        |
|  | Norge          | 32             |            |    |               |               |  |  |        |        |
|  | Norge          | 32             | 8. august  |    |               |               |  |  |        |        |
|  | Brasilien      | 15             |            |    |               |               |  |  |        |        |
|  | Brasilien      | 15             | Norge      | 25 |               |               |  |  |        |        |
|  | 6. august      |                | Norge      | 25 |               |               |  |  |        |        |
|  |                | Danmark        | 21         |    |               |               |  |  |        |        |
|  | Danmark        | Danmark        | 21         | 29 |               |               |  |  |        |        |
|  | Danmark        |                | 10. august | 29 |               |               |  |  |        |        |
|  | Holland        | 25             |            |    |               |               |  |  |        |        |
|  | Holland        | 25             | Norge      | 29 |               |               |  |  |        |        |
|  | 6. august      |                | Norge      | 29 |               |               |  |  |        |        |
|  |                | Frankrig       | 21         |    |               |               |  |  |        |        |
|  | Ungarn         | Frankrig       | 21         | 32 |               |               |  |  |        |        |
|  | Ungarn         | 8. august      |            | 32 |               |               |  |  |        |        |
|  | Sverige        | 36             |            |    |               |               |  |  |        |        |
|  | Sverige        | 36             | Sverige    | 28 |               |               |  |  |        |        |
|  | 6. august      |                | Sverige    | 28 |               |               |  |  |        |        |
|  |                | Frankrig       | 31         |    | Bronzekamp    | Bronzekamp    |  |  |        |        |
|  | Frankrig       | Frankrig       | 31         | 26 | Bronzekamp    | Bronzekamp    |  |  |        |        |
|  | Frankrig       |                | 10. august | 26 |               |               |  |  |        |        |
|  | Tyskland       | 23             |            |    |               |               |  |  |        |        |
|  | Tyskland       | 23             | Danmark    | 30 |               |               |  |  |        |        |
|  |                |                |            |    |               |               |  |  |        |        |
|  | Sverige        | 25             |            |    |               |               |  |  |        |        |
|  | Sverige        | 25             |            |    |               |               |  |  |        |        |

### Kvartfinaler
| 6. august 2024 09:30 | Danmark         | 29–25   | Holland                  | Stade Pierre-Mauroy, Lille Dommere: Kurtagic, Wetterwik (SWE) |
| 6. august 2024 09:30 | Friis, Hansen 6 | (11–10) | Housheer, van Wetering 7 | Stade Pierre-Mauroy, Lille Dommere: Kurtagic, Wetterwik (SWE) |
| 6. august 2024 09:30 | 5× 1×           | Rapport | 5×                       | Stade Pierre-Mauroy, Lille Dommere: Kurtagic, Wetterwik (SWE) |

| 6. august 2024 13:30 | Frankrig  | 26–23   | Tyskland | Stade Pierre-Mauroy, Lille Tilskuere: 26,548 Dommere: Jørum, Kleven (NOR) |
| 6. august 2024 13:30 | Horacek 7 | (13–10) | Bölk 7   | Stade Pierre-Mauroy, Lille Tilskuere: 26,548 Dommere: Jørum, Kleven (NOR) |
| 6. august 2024 13:30 | 1×        | Rapport | 2×       | Stade Pierre-Mauroy, Lille Tilskuere: 26,548 Dommere: Jørum, Kleven (NOR) |

| 6. august 2024 17:30 | Ungarn                | 32–36 (E.f.s.) | Sverige   | Stade Pierre-Mauroy, Lille Tilskuere: 22,408 Dommere: A. Konjičanin, D. Konjičanin (BIH) |
| 6. august 2024 17:30 | Klujber 11            | (15–16)        | Koppang 7 | Stade Pierre-Mauroy, Lille Tilskuere: 22,408 Dommere: A. Konjičanin, D. Konjičanin (BIH) |
| 6. august 2024 17:30 | 3× 1×                 | Rapport        | 4×        | Stade Pierre-Mauroy, Lille Tilskuere: 22,408 Dommere: A. Konjičanin, D. Konjičanin (BIH) |
| 6. august 2024 17:30 | FT: 29–29 E.f.s.: 3–7 |                |           | Stade Pierre-Mauroy, Lille Tilskuere: 22,408 Dommere: A. Konjičanin, D. Konjičanin (BIH) |

| 6. august 2024 21:30 | Norge      | 32–15   | Brasilien             | Stade Pierre-Mauroy, Lille Tilskuere: 21,522 Dommere: Kuttler, Merz (GER) |
| 6. august 2024 21:30 | Jacobsen 6 | (16–8)  | De Paula, Guarieiro 3 | Stade Pierre-Mauroy, Lille Tilskuere: 21,522 Dommere: Kuttler, Merz (GER) |
| 6. august 2024 21:30 | 1×         | Rapport | 2× 1×                 | Stade Pierre-Mauroy, Lille Tilskuere: 21,522 Dommere: Kuttler, Merz (GER) |

### Semifinaler
| 8. august 2024 16:30 | Sverige               | 28–31 (E.f.s.) | Frankrig  | Stade Pierre-Mauroy, Lille Tilskuere: 24,688 Dommere: Kuttler, Merz (GER) |
| 8. august 2024 16:30 | Hagman 6              | (12–10)        | Horacek 8 | Stade Pierre-Mauroy, Lille Tilskuere: 24,688 Dommere: Kuttler, Merz (GER) |
| 8. august 2024 16:30 | 3×                    | Rapport        | 5× 1×     | Stade Pierre-Mauroy, Lille Tilskuere: 24,688 Dommere: Kuttler, Merz (GER) |
| 8. august 2024 16:30 | FT: 25–25 E.f.s.: 3–6 |                |           | Stade Pierre-Mauroy, Lille Tilskuere: 24,688 Dommere: Kuttler, Merz (GER) |

| 8. august 2024 21:30 | Norge           | 25–21   | Danmark     | Stade Pierre-Mauroy, Lille Dommere: Lah, Sok (SLO) |
| 8. august 2024 21:30 | Brattset Dale 4 | (11–8)  | Jørgensen 4 | Stade Pierre-Mauroy, Lille Dommere: Lah, Sok (SLO) |
| 8. august 2024 21:30 | 3× 1×           | Rapport | 3× 1×       | Stade Pierre-Mauroy, Lille Dommere: Lah, Sok (SLO) |

### Bronze kamp
| 10. august 2024 10:00 | Danmark   | 30–25   | Sverige  | Stade Pierre-Mauroy, Lille Tilskuere: 13,179 Dommere: Jørum, Kleven (NOR) |
| 10. august 2024 10:00 | Højlund 5 | (15–13) | Hagman 5 | Stade Pierre-Mauroy, Lille Tilskuere: 13,179 Dommere: Jørum, Kleven (NOR) |
| 10. august 2024 10:00 | 4× 1×     | Rapport | 3× 1×    | Stade Pierre-Mauroy, Lille Tilskuere: 13,179 Dommere: Jørum, Kleven (NOR) |

### Finale
| 10. august 2024 15:00 | Norge     | 29–21   | Frankrig | Stade Pierre-Mauroy, Lille Tilskuere: 26,664 Dommere: García, Marín (ESP) |
| 10. august 2024 15:00 | Reistad 8 | (15–13) | Kanor 5  | Stade Pierre-Mauroy, Lille Tilskuere: 26,664 Dommere: García, Marín (ESP) |
| 10. august 2024 15:00 | 3×        | Rapport | 1×       | Stade Pierre-Mauroy, Lille Tilskuere: 26,664 Dommere: García, Marín (ESP) |

## Statistik

### Rangering
| Rangering                        | Hold      |
| -------------------------------- | --------- |
| 1                                | Norge     |
| 2. plads, sølvmedaljemodtager(e) | Frankrig  |
| 3                                | Danmark   |
| 4                                | Sverige   |
| 5                                | Holland   |
| 6                                | Ungarn    |
| 7                                | Brasilien |
| 8                                | Tyskland  |
| 9                                | Angola    |
| 10                               | Sydkorea  |
| 11                               | Slovenien |
| 12                               | Spanien   |